# Fonte Santa
Fonte Santa é um bairro de Teresópolis, cidade localizada no interior do estado do Rio de Janeiro. De acordo com o Instituto Brasileiro de Geografia e Estatística (IBGE), sua população no ano de 2010 era de 2 782 habitantes, sendo 1 462 mulheres (52.6%) e 1 320 homens (47.4%), possuindo um total de 1 011 domicílios.
Cortada pela BR 116, a comunidade apresentou um crescimento de moradias precárias e cortiços, o que resultou em problemas sociais como falta de saneamento básico e infraestrutura, além de ser umas das áreas mais violentas da cidade.
Foi através da Lei de Zoneamento Municipal 1.232/1988 (alterada pela Lei Complementar 025/2001) que a Fonte Santa foi oficializada bairro, sendo até aquele ano, extensão da Quinta Lebrão.